# Eduard Heine
  Eduard Heine    (Berlín, 16 de març de 1821 - Halle, 21 d'octubre de 1881) va ser un matemàtic alemany. El seu nom de pila era Heinrich Eduard, però publicava les seves obres amb el nom de Eduard Heine, probablement per a no ser confós amb el gran poeta alemany Heinrich Heine.

## Vida i Obra
Heine, fill d'un banquer, va rebre la seva primera educació de tutors particulars a casa seva. Després va estudiar al Köllnische Gymnasium de Berlín fins al seu ingrés a la universitat de Berlín el 1838. Només hi va romandre un semestre perquè es va traslladar a la universitat de Göttingen per estudiar amb Gauss.
El 1840 torna a la universitat de Berlín, estudiant amb Dirichlet. Manté estretes relacions amb altres matemàtics com els seus professors Johann Encke i Jakob Steiner o com els seus col·legues Weierstrass, Kummer, Borchardt i Kronecker. El 1842 obté el seu doctorat i, després de continuar estudis a la universitat de Königsberg, obté la seva habilitació a la universitat de Bonn el 1844.
Després de vuit anys com a professor associat a Bonn, el 1856 és nomenat professor titular a la universitat de Halle de la qual arribarà a ser rector (1864-1866). El 1881, després d'un patiment sever i prolongat, va morir a Halle on està enterrat amb la seva filla, l'escriptora Anselma Heine.
Heine va publicar una vintena d'articles (la majoria al journal de Crelle) entre els quals destaca el seu article de 1872 Die Elemente der Functionenlehre (Elements de teoria de funcions). En ell, introdueix el concepte de nombre real en termes de seqüències fonamentals havent introduït una relació d'equivalència i ordre. Aquesta aproximació és contemporània amb les de Dedekin i Cantor (aquest darrer havia estat deixeble seu a Halle i seria el seu successor a la càtedra).
El seu llibre fonamental, publicat el 1861 i reeditat nombroses vegades, és el Handbuch der Kugelfunctionen (Manual d'harmònics esfèrics), que va ser utilitzat com text estàndard de funcions esfèriques fins ben entrat el segle xx.